# Juan Bautista Monegro
Juan Bautista Monegro fou un arquitecte i escultor español, nascut probablement a Monegro, localitat que pertany al municipi de Campoo de Yuso (Cantàbria) circa 1545, i mort a Toledo el 16 de Febrer de 1621.

## Biografia
Es creu que va estudiar a Itàlia, però en qualsevol cas, l'any 1566 era a Toledo, on va dur a terme la seva tasca d'arquitecte i escultor d'acord amb la seva formació manierista. L'any 1606 va ser nomenat mestre major de la Catedral de Toledo en la qual va fer la capella de la mare de Déu del Sagrari. També va dissenyar i va executar el retaule del Convento de Santa Clara la Real (Toledo) el 1579, i el del convent de Santo Domingo el Antiguo. També va dissenyar l'Ermita del Santo Ángel Custodio, a Toledo, tot i que aquesta obra va ser executada després de la seva mort.
Encarregat per Felip II, va esculpir diverses estàtues, totes de grans dimensions, per l'obra del Monestir d'El Escorial. N'hi ha onze en total: el de Sant Llorenç (4,20 metres d'alçada situat en un nínxol per sobre de la porta d'accés principal al recinte), els dels sis reis de Judà (Josafat, Ezequies, David, Salomó, Josies i Manassès) en marbre, amb corones, ceptres i altres accessoris en bronze daurat. Aquestes estàtues reposen sobre columnes dòriques a la façana de la Basílica de El Escorial, davant del "Patio de los Reyes" (al qual li donen el seu nom) i els dels Quatre Evangelistes, allotjats en fornícules d'una estructura ubicada al "Patio de los Evangelistas" (al qual li donen el seu nom).